# Paradiski
Paradiski est un domaine skiable situé en Savoie, dans la vallée de la Tarentaise.
Il a été créé en décembre 2003 en joignant les domaines de la Plagne et des Arcs / Peisey-Vallandry grâce au téléphérique Vanoise Express, plus grand téléphérique au monde lors de sa mise en service, permettant de passer en moins de 4 minutes d’une vallée à l’autre.
Ce domaine relié de 425 km de pistes est composé des stations de la Plagne, Les Arcs, Peisey-Vallandry, Villaroger, Montchavin, Les Coches, Montalbert et Champagny-en-Vanoise.
Paradiski est une marque déposée de la Compagnie des Alpes.

## Géographie

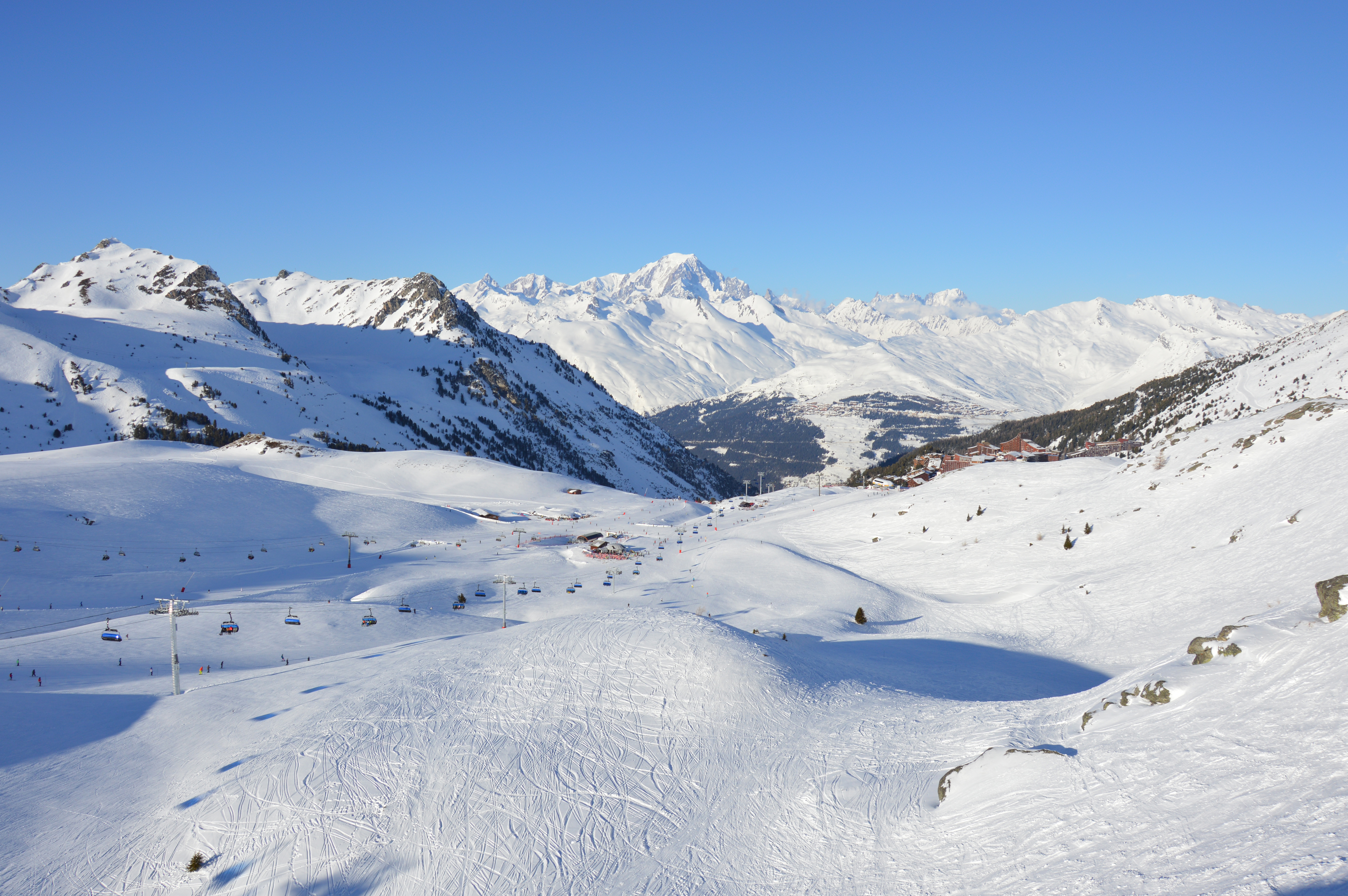
Vallée de l'Arc, Les Arcs

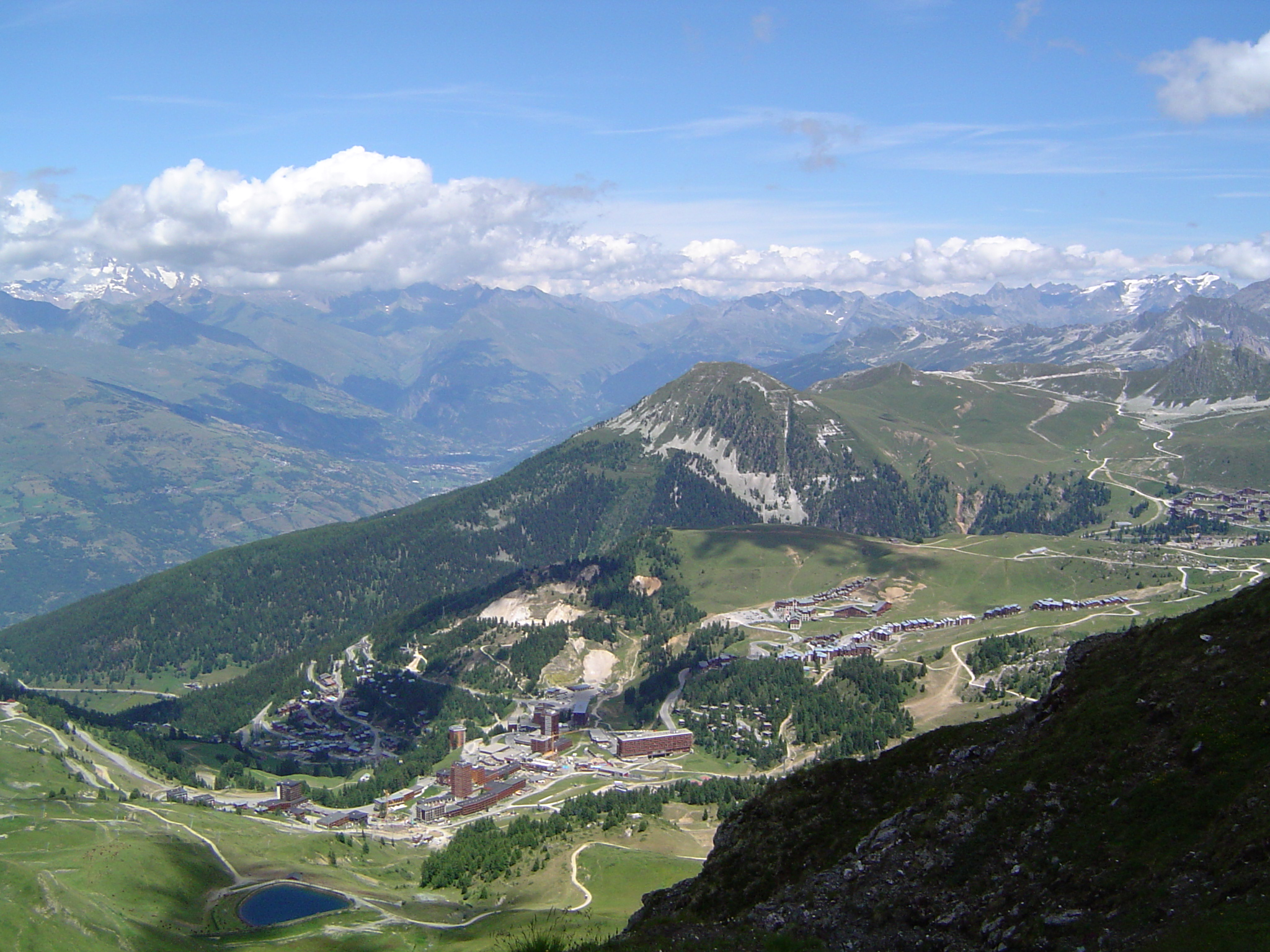
Les alpages de La Plagne

### Localisation
Paradiski se trouve dans la haute vallée de la Tarentaise, entre les villes de Moûtiers et Bourg-Saint-Maurice. Les villages de La Plagne-Tarentaise, Les Arcs et de Peisey-Vallandry sont accessibles depuis la route N90.

### Accès au domaine
Le domaine skiable Paradiski est accessible par la route, le train et l'avion depuis la France (distances depuis Paris 600 km, 200 km de Lyon et de Genève) et l'international.
Il est possible d’accéder au domaine par la route, via une voie express, extension de l'A430, en provenance de la combe de Savoie-Albertville. La voie rapide se termine au niveau de la commune d'Aime, après la ville de Moûtiers, en reprenant la RN 90. Les sorties pour les différentes stations se font au niveau de Moûtiers pour Champagny-en-Vanoise, d'Aime pour accéder aux stations-villages de La Plagne, de Landry pour Peisey-Vallandry et Bourg-Saint-Maurice pour Les Arcs et la station-village de Villaroger.
La gare de Bourg-Saint-Maurice est desservie durant la saison par le TGV, l'Eurostar (pour le Royaume-Uni) ou encore le Thalys (pour la Belgique et les Pays-Bas). Le temps de transport vers les stations est d'environ 30 minutes, par bus, taxi ou encore shuttle. Le village d'Arc 1600 est accessible via le funiculaire Les Arcs' Express.
Il est possible aussi d'atterrir dans les aéroports internationaux de Lyon-Saint-Exupéry (env. 200 km - 2 h 15) et Genève (env. 200 km - 2 h 30), ainsi que celui de Chambéry - Savoie-Mont-Blanc (env. 115 km - 1 h 30) et de Grenoble-Alpes-Isère (env. 175 km - 2 h).

## Stations et hébergements

### Les stations
Le domaine skiable de Paradiski se répartit sur six communes ou sites stations de sport d'hiver :
- Les Arcs, une station et un domaine skiable situés sur le territoire communal des communes de Bourg-Saint-Maurice ;
- Peisey-Vallandry, station et domaine skiable situés sur les communes de Landry et Peisey-Nancroix, connecté au domaine skiable des Arcs ;
- Villaroger commune et station de ski, reliée au domaine skiable des Arcs
- La Plagne, station comptant onze stations-villages avec le grand domaine skiable Grande Plagne, sur les communes de La Plagne-Tarentaise, Aime, et Champagny-en-Vanoise.

Les domaines des Arcs/Peisey-Vallandry et de la Plagne sont reliés, depuis 2003, par le téléphérique Vanoise Express.

### Hébergements touristiques
L'ensemble des stations ou les communes du domaine offrent une capacité de 102 035 lits touristiques en 2014. 

## Domaine et gestion
Paradiski est un domaine skiable alpin de 425 km de pistes revendiqués. Ces 425 km de pistes ont toutefois été remises en cause en 2013 par un consultant allemand, qui donne après étude le chiffre de 378 km.
- 70 % du domaine est à plus de 2 000 m et couplé avec un réseau d'enneigeurs (261 hectares de neige de culture) permettant un enneigement de décembre à avril.
- Le domaine s'étend de 1 200 m à 3 250 m
- Un domaine skiable de 14 390 hectares
- 2 sommets à plus de 3 000 m d’altitude
- 2 glaciers skiables
- 425 km de pistes de ski alpin : 35 pistes noires, 66 pistes rouges, 124 pistes bleues, 12 pistes vertes
- 153 km de pistes de fond et ski nordique.
- 2 snowparks, 3 boardercross, 2 boardergliss, 3 bif airbags, 1 waterslide (Les Arcs/Peisey-Vallandry),1 halfpipe (la Plagne).
- 3 pistes de luge : La Colorado Park sur la Plagne; la luge Mille8 et le Rodéo Park sur Les Arcs/Peisey-Vallandry.
- La station de La Plagne possède une piste de bobsleigh, luge et skeleton  de 1 800 m de long, comportant 19 virages, aménagée pour les Jeux olympiques d'hiver de 1992 d'Albertville.
- 60 % de skieurs français et 40 % de skieurs venus du monde entier.